# Deuteronomistisches Geschichtswerk
Als deuteronomistisches Geschichtswerk (oder Deuteronomistisches Geschichtswerk, abgekürzt DtrG) bezeichnet die historisch-kritische Bibelwissenschaft das Ergebnis einer angenommenen theologischen Redaktion, die einige Bücher der Bibel miteinander verband. Die Hauptbearbeitung fand demnach im 6. Jahrhundert v. Chr. statt, wahrscheinlich im Babylonischen Exil; zumindest Teile können jedoch auch in Palästina geschrieben oder bearbeitet worden sein.

## Begriff
Der Name Deuteronomisten bezieht sich auf das Deuteronomium, das 5. Buch Mose.
Von einem Deuteronomisten spricht die Bibelforschung seit der im 19. Jahrhundert formulierten Vier-Quellen-Theorie für die Entstehung des Pentateuchs. Deren Hauptvertreter Julius Wellhausen vertrat erstmals die Ansicht, dass die Bücher vom Buch Josua bis zum 2. Buch der Könige einer gemeinsamen Redaktion unterlagen, deren Theologie der des Deuteronomiums ähnelt. Diese Bezeichnung für das 5. Buch Mose geht auf die griechische Septuaginta zurück, die die hebräischen Wörter für „die Abschrift dieser Weisung“ (hebräisch מִשְנֵה הַתּוֹרָה הַזֹּאת mischnê hattôrâ hazzot) in Dtn 17,18 als „dieses Zweitgesetz“ (τὸ Δευτερονόμιον (Deuteronómion) τοῦτο) übersetzte. Danach erhielt dieses biblische Buch im christlichen Bibelkanon den Namen Deuteronomium.
Von einem bewusst geplanten deuteronomistischen Geschichtswerk sprach erstmals der Alttestamentler Martin Noth, der diese These in seinen Überlieferungsgeschichtlichen Studien 1943 vorstellte und sie im Sinne Wellhausens als übergreifende Redaktion vom Buch Deuteronomium bis 2. Könige erläuterte. Er wies innerhalb dieses literarischen Zusammenhangs mehrere verbindende Stilelemente und durchlaufende Themenkomplexe nach. Das redaktionelle Interesse an einer großen Geschichtsrückschau fand er besonders in den großen rückblicksartigen Reden bedeutender biblischer Personen (Mose in Dtn 32f, Josua in Jos 23, David in 2. Sam 23) gebündelt. Den theologischen Ausgangspunkt der Redaktion fand er in der Forderung nach einer Kultzentralisation in Dtn 12 und im 1. Gebot (Ex 20,2/Dtn 6). Noth nannte den Redaktor, den er für die einheitliche Gestaltung der Buchgruppe verantwortlich sah, „Deuteronomist“. Dieser habe sein Geschichtswerk während des Exils (586–538 v. Chr.) konzipiert, um den Verlust der Eigenstaatlichkeit Israels sowie die Zerstörung des Jerusalemer Tempels durch die Babylonier theologisch zu verarbeiten.
Der Alttestamentler Alfred Jepsen vertiefte Noths These in seiner Studie Die Quellen des Königsbuches. Sie wurde 1939 verfasst, konnte aber erst 1953 veröffentlicht werden (2. Auflage 1956). In weiteren redaktionsgeschichtlichen Arbeiten zu den Quellen des Königsbuches berücksichtigte er neuere archäologische Entdeckungen.
Einige Grundannahmen dieser Arbeiten sind bis heute weithin wissenschaftlich anerkannt, wenn auch in vielfacher Hinsicht modifiziert worden. So gingen Rudolf Smend, Walter Dietrich und Lothar Perlitt von mindestens drei aufeinander folgenden Redaktionen einer deuteronomistischen Schule oder Bewegung aus.

## Die deuteronomistische Redaktion
Historischer Standort des oder der Deuteronomisten ist die Situation Israels nach der Zerstörung des Jerusalemer Tempels im Jahr 586 v. Chr. Sie wollten zeigen, dass Israel diese Katastrophe selbst verschuldet habe und sie nicht der Ohnmacht seines Gottes, sondern im Gegenteil dessen geschichtslenkender Macht verdanke.
Dazu fügte die Redaktion an allen historischen Wendepunkten der Geschichte Israels komponierte Reden ein, die sie den Führern des Gottesvolks in den Mund legte. Dazu zählte Martin Noth vor allem:
- Dtn 1,1–4,43: Moserede als Rückblick auf die Wüstenzeit und Landnahme, die Gottes Treue zu den Väterverheißungen erweisen soll
- Dtn 31: Abschiedspredigt des Mose, Einsetzung Josuas zu seinem Nachfolger und Niederschrift des Gesetzes
- Dtn 34: Bericht vom Tod des Mose
- Jos 1,2–9: Gottes Auftrag an Josua
- Jos 22,1–8: Josuas Rede an die ostjordanischen Stämme
- Jos 23: Abschiedsrede Josuas
- Ri 2,6ff: Überblick über die Richterzeit; Ri 2,11–18: Vorausblick auf die Königszeit
- 1 Sam 12: Abschiedsrede Samuels
- 1 Kön 8,14–21: Tempelweihrede Salomos; 1Kön 8,22–53: Tempelweihgebet
- 2 Kön 17,7–23: Untergang des Nordreichs Israel als Folge der „Sünde Jerobeams“
- 2 Kön 22,16f; 23,26f; 24,3f: Untergang des Südreichs Juda

Diese Einschübe bilden einen geschichtstheologischen Leitfaden, der die ganze Geschichtserzählung durchzieht. Neben ihnen verknüpft die Chronologie den Zusammenhang, wonach vom Auszug aus Ägypten bis zum Baubeginn des ersten Tempels 480 Jahre vergangen sein sollen (Dtn 1,3; 1 Kön 6,1).
Die Redaktion hätte dann als Quellen vorgefunden:
- den Grundbestand des Deuteronomiums (Dtn 4,44–30,20),
- eine Sammlung von Landnahmeerzählungen und Rettergeschichten in den Büchern Josua und Richter,
- die bereits zusammengewachsenen Saul- und Davidgeschichten in den Büchern Samuel,
- Königsannalen und Prophetenzyklen für die Königsbücher (1. Buch der Könige und 2. Buch der Könige)

## Absicht, Ort und Zeit der Redaktion
Grundaussage des DtrG ist der Zusammenhang zwischen dem Gehorsam gegen den von Gott offenbarten, von Mose verkündeten, von Josua aufgeschriebenen Willen Gottes, den die Propheten in der Königszeit immer wieder in Erinnerung riefen, dem Ungehorsam der Könige und des Volkes und dem darauf notwendig folgenden Unheil in der Geschichte Israels und Judas. Damit beantwortete die Redaktion die Frage ihrer Leser und Hörer im Babylonischen Exil nach den Ursachen und dem Sinn der zurückliegenden Katastrophe des Tempel- und Landverlustes.
Noth nahm an, dass 2 Kön 25,27ff der originale Schluss des Werks war, so dass es nach 561 entstanden sein muss. Er stellte das Fehlen einer über den Untergang des Königtums hinausweisenden Zukunftshoffnung fest und ging daher von einer Abfassung in Palästina aus, wo den Redaktoren die älteren Quellen verfügbar gewesen seien.

## Probleme
Gegen das Fehlen einer Zukunftsperspektive wandten andere Forscher ein, dass die Konzeption des Deuteronomiums eine Verheißung enthält: Mit der Befolgung aller Gebote sei die Chance einer Erneuerung Israels verknüpft (Dtn 29,28). Die Begnadigung des letzten judäischen Königs im Exil – allerdings ohne Freilassung – ließ eine mögliche Thronfolge und Rückkehr der Exilierten offen (2Kön 25,30). Auch das Tempelweihgebet 1Kön 8,46ff rechnet mit der Erhörung des Gebetes der Exilierten, so dass es bereits den Neubau des Tempels voraussetzen könnte.
Alfred Jepsen nahm gegen Noth eine längere eigenständige Vorgeschichte der Königsbücher an, die schon mit der synchronistischen Königschronik vorgelegen hätten und nach 586 von einem Priester um die Aufstiegsgeschichte Davids bis zum Ende der Königszeit erweitert worden seien.
Rudolf Smend machte als Erster wahrscheinlich, dass die angenommene Gesamtredaktion des Geschichtswerks (DtrG) mindestens von einer Redaktion, die die Prophetenerzählungen einbaute (DtrP), und einer den Geschichtsverlauf am Gesetz messenden Redaktion (DtrN) unterschieden werden muss. Letzterer wies er die Rede Jos 23 zu, so dass diese Bearbeitungsschicht im Exil erfolgt wäre.
Walter Dietrich wies 2 Kön 25,21b  der Abschlussredaktion zu: So wurde Juda weggeführt aus seinem Lande. Die folgende Beschreibung der Situation der im Land gebliebenen Juden könnte dann aus der Rückschau von aus dem Exil Heimgekehrten erfolgt sein.
Auch in Bezug auf die vorgefundenen Quellen und deren weitere Vorgeschichte ist die Forschungslage heute komplizierter geworden. Offene Fragen sind die Beziehung zwischen der Theologie des DtrG zu theologisch verwandten redaktionellen Zusätzen im Pentateuch und den hinter dem Jeremiabuch stehenden deuteronomistischen Kreisen.